# Opacifrons septentrionalis
Opacifrons septentrionalis är en tvåvingeart som först beskrevs av Christian Stenhammar 1854.  Opacifrons septentrionalis ingår i släktet Opacifrons och familjen hoppflugor. Arten är reproducerande i Sverige. Inga underarter finns listade i Catalogue of Life.